# Maria Radwiłowicz
Maria Radwiłowicz (ur. 16 marca 1926 w Warszawie, zm. 22 kwietnia 2015 w Warszawie) – polska nauczycielka akademicka specjalizująca się w dydaktyce nauczania początkowego.

## Życiorys
Była córką Zofii z Mecnerów i Zdzisława Sosnowskich. Do szkoły powszechnej uczęszczała w Warszawie, gdzie w 1946 roku ukończyła Liceum im. Marii Curie-Skłodowskiej i rozpoczęła studia na Uniwersytecie Warszawskim, uzyskując w roku 1952 dyplom magistra filozofii w zakresie psychologii ogólnej. W 1969 uzyskała doktorat na Uniwersytecie Jagiellońskim. Promotorem jej rozprawy pt. Badania nad rozwojem nawyków pisania w procesie ich kształtowania u uczniów klas I-III był prof. Jan Zborowski. W latach 1952–1970 uczyła w szkole podstawowej, specjalizując się w nauczaniu początkowym. W okresie 1955–1970 pracowała równolegle na pół etatu w Instytucie Pedagogiki w Warszawie w Sekcji Nauczania Początkowego. W latach 1970–1972 kierowała Zakładem Nauczania Początkowego w Wyższej Szkole Nauczycielskiej w Siedlcach. Z uczelnią tą (już jako Wyższą Szkołą Rolniczo-Pedagogiczną) związała się ponownie od 1981 roku i pracowała do roku 1996. W latach 1972–1987 była adiunktem w Zakładzie Nauczania Początkowego i Wychowania Przedszkolnego w Instytucie Kształcenia Nauczycieli, gdzie kierowała Pracownią Nauczania początkowego. Odpowiadała za doskonalenie nauczycieli nauczania początkowego i wychowania przedszkolnego w skali kraju, w tym także za ich przygotowanie do reformy edukacji z końca lat 70. XX w. Z IKN (Instytutu Kształcenia Nauczycieli) w 1987 roku przeszła na emeryturę.
Jej zainteresowania naukowe dotyczyły dwóch dziedzin: metodyki nauczania początkowego oraz systemu kształcenia, dokształcania i doskonalenia nauczycieli nauczania początkowego. W zakresie edukacji wczesnoszkolnej pracowała badawczo nad problematyką kształtowania postaw oraz wybranymi zagadnieniami metodycznymi nauczania w klasach I-III języka polskiego i środowiska społeczno-przyrodniczego.
Była wieloletnim członkiem Polskiego Towarzystwa Pedagogicznego. Została odznaczona złotą odznaką Związku Nauczycielstwa Polskiego, Medalem Komisji Edukacji Narodowej oraz Krzyżem Kawalerskim Orderu Odrodzenia Polski.
W wyniku wieloletnich badań opracowała wspólnie z mężem Ryszardem Radwiłowiczem propozycję metodyczną, którą nazwano podejściem strukturalno-zadaniowym do procesu dydaktycznego w klasach początkowych. Koncepcję tę zweryfikowała wielokrotnie we współpracy badawczo-dydaktycznej z uczestnikami kierowanych przez siebie seminariów dyplomowych, a potem magisterskich w latach 1970-1996.
Zmarła 22 kwietnia 2015. Uroczystość pogrzebowa odbyła się 5 maja 2015 w domu pogrzebowym na Powązkach Wojskowych po czym spoczęła w grobie rodzinnym.

## Wybrane publikacje
- Początkowa nauka pisania, Nasza Księgarnia, Warszawa 1972
- Metodyka nauczania początkowego (wraz z Z. Morawską), WSiP, Warszawa 1986
- Metoda zadaniowo-sytuacyjna w nauczaniu początkowym (wraz z mężem, R. Radwiłowiczem), WSiP, Warszawa 1991
- Nauczyciel klas początkowych (wraz z mężem, R. Radwiłowiczem), WSiP, Warszawa 1981
- Treść i metoda w nauczaniu początkowym (wraz z mężem, R. Radwiłowiczem), Wydawnictwo Wyższej Szkoły Menedżerskiej, Legnica, wyd. 1 – 2006, wyd. 2 – 2009